# Ascensión De Gregorio
Ascensión De Gregorio Sedeño (Sarrià, 9 de julio de 1917-Madrid, 12 de abril de 1993) fue una jurista y activista española.

## Biografía
Nació en el distrito barcelonés de Sarrià en 1917. Sus padres fueron Ángel De Gregorio Spino, natural de Andújar pero descendiente de italianos procedentes de Rivello, y Ascensión Sedeño Giménez, natural de Córdoba. Durante su infancia y juventud vivió en Barcelona, Madrid, París y La Habana. En esta, en la que su familia vivió entre 1923 y 1936, inició sus estudios básicos, en el colegio de las religiosas de Jesús-María en Alta Habana, finalizándolos en Madrid. Debido a la Guerra Civil y al fallecimiento de su padre no pudo continuar sus estudios de Filosofía y Letras en la Universidad Central, por lo que posteriormente estudió Derecho. En 1948 se casó con el diplomático cubano de origen español Rosendo Canto, con quien tuvo dos hijas, la mayor de las cuales fue Alicia Canto. Debido a los destinos diplomáticos de Rosendo la familia vivió en Costa Rica, Corea y Taiwán hasta que en 1959 se trasladaron a Madrid.
Concienciada por la ausencia de derechos de las mujeres en España, se dedicó el resto de su vida a esta causa. Fue cofundadora, vicepresidenta (entre 1963 y 1973) y presidenta (entre 1973 y 1975) de la Asociación Nacional de Amas de Casa de España, fundada por su madre en 1963. Fue miembro, junto con María Telo, de la Comisión de Estudios en España de la Federación Internacional de Mujeres de Carreras Jurídicas (1969), y fue cofundadora, también con María Telo, de la Asociación Española de Mujeres Juristas (1971) y su socia de honor (1983). Asimismo fue miembro de la Federación Internacional de Mujeres de Carreras Jurídicas, y vocal y luego secretaria de la Federación Europea de Mujeres Juristas. Fue secretaria general (entre 1975 y 1977) y presidenta nacional (entre 1977 y 1984) de la Federación Española de Asociaciones de Amas de Casa, Consumidores y Usuarios (FEACCU).
En 1981 figuró entre las 100 españolas más influyentes, según la revista Actualidad Económica, y fue la primera mujer en pertenecer a diversos organismos, como el Instituto Nacional del Consumo y el Fondo de Ordenación y Regulación de Precios y Productos Agrarios (FORPPA). Por esta última labor recibió la Medalla y Encomienda al Mérito Agrícola. Uno de sus proyectos, la Ley de Bases para la Seguridad Social del Ama de Casa, que reconocía a este colectivo su valor como fuerza económica, fue presentada dos veces en el Congreso de los Diputados (en 1981 y 1992), pero no llegó a debatirse. En 1984 dejó la presidencia de la FEACCU y se retiró, falleciendo en Madrid el 12 de abril de 1993.